# Komenda
Komenda és un petit municipi del centre d'Eslovènia, situat a 6 km al nord de Kamnik. El poble té 4,451 habitants, entre els quals 2,187 són homes i 2,264 són dones. Hi viuen un total d'1,229 famílies, 2,157 treballadors, 194 desocupats, 243 estudiants, i la mitjana salarial és de 113,355 tòlars eslovens.

## Nuclis de població
Komenda conté 14 petits nuclis de població:
- Komenda
- Moste
- Suhadole
- Zeje
- Klanec
- Gmajnica
- Potok
- Breg
- Gora
- Nasovce
- Mlaka
- Komendska Dobrava
- Podborst
- Kriz